# Preservación digital

Wayback Machine, una base de datos que almacena una gran cantidad de sitios web desaparecidos, y versiones previas de webs en funcionamiento.

La preservación digital es el conjunto de métodos, normas y técnicas destinadas a garantizar que la información digital almacenada, sea cual sea el formato, programa, máquina o sistema que se utilizó para su creación, pueda permanecer y seguir usándose en el futuro pese a los rápidos cambios tecnológicos u otras causas que puedan alterar la información que contienen. Con la explosión de las tecnologías de la información cada vez existen más documentos nacidos digitales y digitalizaciones de documentos que han de ser preservados manteniendo su integridad, autenticidad, fiabilidad, legibilidad y funcionalidades.

## Introducción
La primera evidencia conocida es de escritura –signos pictóricos sobre tablillas de arcilla secadas al sol– data de aproximadamente seis mil años atrás. Desde la antigüedad hasta el presente, la escritura ha experimentado una evolución sostenida, dando origen a una de las paradojas más grandes de la historia: nuestra capacidad de registrar información ha aumentado exponencialmente con el tiempo, mientras que la longevidad de los medios utilizados para almacenarla ha disminuido de manera equivalente. Así, aún son legibles los fragmentos de papiro de escritura egipcia de hace 4500 años o manuscritos y otros documentos de la época medieval, pero la durabilidad del moderno papel es bastante menor. El primer desafío mundial en tema de preservación documental surge por la extraordinaria fragilidad de los libros impresos a partir de la segunda mitad del siglo XIX, a causa del elevado grado de degradación del papel fabricado con madera, llamado también papel friable. Este problema se dio a conocer a mediados del siglo XX y recibió el nombre de "fuego lento" -slow fire-, porque era tan letal para los libros como los incendios, pero a un ritmo más lento. La lección no fue aprendida, y durante el siglo XX continúan decayendo la permanencia, durabilidad y resistencia de los nuevos medios de registro, como por ejemplo el de una cinta magnética, que puede quedar ilegle solo treinta años después de su fabricación. El medio de registro más reciente – el disco óptico– puede alcanzar una vida más prolongada, sin embargo, esto tampoco garantiza su perdurabilidad, y es que es probable que los actuales medios ópticos de almacenamiento superen ampliamente la vida útil del sistema informático que lo creó.
De lo anterior podemos concluir que nos encontramos ante un nuevo paradigma en preservación: tradicionalmente, la conservación del documento físico equivalía a la conservación de la información que contenía, y por tanto, garantizaba su usabilidad, sin embargo en los documentos digitales preservar el soporte es condición necesaria, pero no suficiente: hay que considerar otras cuestiones, tanto de conservación como de usabilidad: La fiabilidad e integridad de la información, ya que la grabación de datos digitales no se hace en un soporte fijo y los datos se pueden reproducir, alterar o borrar con gran facilidad; la obsolescencia de los soportes digitales, que han de ser renovados con cierta frecuencia; la necesidad del entorno informático original u otro que pueda interpretar la cadena de bits que contiene la información; y la necesidad de que los usuarios sepan utilizarlo.
Esto ocurre con gran parte de los contenidos que se producen en el mundo, y que pueden ser desde composiciones artísticas hasta datos personales, pasando por los resultados de la actividad de organismos públicos y privados o pensamientos y sentimientos de seres humanos. Muchos de ellos tienen un interés histórico, científico o cultural y conviene conservarlos para que sean conocidos y utilizados por nosotros y por las generaciones que nos sucedan, ahora bien, la extensa variedad de formatos - texto, bases de datos, grabaciones sonoras, películas, imágenes,... - la volatilidad, la obsolescencia técnica, el deterioro físico y la inestabilidad de Internet, entre otras muchas causas, constituyen un gran riesgo para este conocimiento acumulado, poniendo de manifiesto la necesidad de llevar a cabo una actividad de preservación responsable por parte las instituciones. Para los organismos que tienen a su cargo el acopio y la preservación del patrimonio digital cultural, “se ha convertido en un problema apremiante definir qué elementos deben conservarse para las generaciones futuras y cómo proceder en su selección y conservación”. La necesidad de salvaguardar esta forma relativamente nueva de patrimonio documental requiere un consenso internacional sobre su acopio, preservación y difusión, y así algunas instituciones inician proyectos, elaboran normativas o crean directrices que sientan las bases para que esta nueva forma de patrimonio no desaparezca en silencio. Algunos ejemplos de ello son los proyectos NEDLIB, DigiCult, PADI, Kulturarw3, o Patrimonio.es; la resolución 2002/C 162/02 del Consejo de Europa: Conservar la memoria del mañana; o la Carta sobre la preservación del patrimonio digital de la UNESCO

## Documentos digitales y formatos

### Tipos de documentos
Los recursos digitales pueden ser textos, bases de datos, imágenes fijas o en movimiento, grabaciones sonoras, material gráfico, programas informáticas o páginas web, tratamientos de textos, correos electrónicos, bases de datos relacionales, vídeos digitales, imágenes espaciales, juegos electrónicos y simulaciones informáticas que se manifiestan en publicaciones electrónicos, documentos semipublicados como artículos y tesis doctorales, actividades transaccionales, correspondencia, boletines electrónicos (blogs), mensajes de grupos de discusión, materiales educativos, manuscritos electrónicos, obras gráficas y fotografías documentales, productos de entrenamiento de carácter comercial o no, música, juegos de radio y televisión, documentos inéditos como informes de investigación, herramientas informáticas como bases de datos, modelos, simulaciones y programas informáticos, conjuntos de datos recolectados para registrar y analizar entre los fenómenos científicos, espaciales, sociológicos, demográficos, educativos, sanitarios y medioambientales.

### Componentes del documento digital
Los documentos digitales creados por un sistema informático están formado por: el contenido o materia o asunto del que trata el documento, la estructura: su formato y las relaciones entre las partes que lo integran y el contexto que define el momento en el que ha sido creado, recibido o utilizado incluyendo el proceso o actividad del que forma parte, la fecha de creación y los creadores del documento, los metadatos, son los que datos que describen el contexto, el contenido y la estructura de los documentos y su gestión a lo largo del tiempo.
La preservación digital abarca tres tipos de objetos digitales: 
- Fichero: secuencia de bytes ordenada con nombre y legible por un sistema operativo
- Cadena de bits: constituida por datos contiguos o no contiguos dentro de un fichero con propiedades significativas comunes en el contexto de la preservación
- Representación: objeto digital que representa un objeto intelectual. Consiste en ficheros digitales almacenados y los metadatos estructurados que el usuario puede entender.

Los programas de preservación deben tratar los objetos digitales en cuatro niveles:
- Conceptuales o intelectual: lo que el usuario puede entender o utilizar
- Lógico: datos codificados interpretados por las computadoras
- Binario: los datos en su forma más básica: la cadena de bits en el medio que tienen soporte como discos o cintas.
- Grupo de elementos esenciales: que contienen el mensaje, el propósito o las características por las que se ha decidido preservar el material- metadatos.

Además los recursos pueden contener elementos multimedia, elementos dinámicos, enlaces de hipertexto, aplicaciones interactivas y funcionalidad.

### Definición de formato y tipos de formatos
Definimos formato como la codificación estructurada de datos para su gestión y representación mediante un programa informático, determina la selección del recurso para ser preservado, el método para su preservación y la facilidad de recuperar y visualizar el documento para futuras generaciones, el tipo de uso posible y el coste de la preservación
Como tipos de formatos encontramos:
| Tipo de documentos  | Tipo de formatos                      |
| ------------------- | ------------------------------------- |
| Documentos          | dock, rtf/rtfd, pdf, xsd, ps          |
| Imagen              | jpg/jpeg, gif, png, psd, tif/tff, eps |
| Audio               | wav, mp3, aac, ac3                    |
| Vídeo               | wmv, avi, rm, 3gp, mp1, mp2, mp4      |
| Estadística         | SPSS                                  |
| Diagrama o diseño   | Visio, AutoCAD                        |
| Bases de datos      | SQL, MySQL, Oracle, Access            |
| Presentaciones      | PowerPoint                            |
| Texto sencillo      | txt, XML                              |
| Archivos            | Zip, Stuffit                          |
| Texto especializado | LaTeX                                 |
| Hoja de cálculo     | xls,xsc                               |

## Propiedades de la preservación digital
Para conservar los objetos digitales es necesario que su comprensión y gestión se realice desde su singularidad, que combina el fenómeno físico con las codificaciones lógicas. Por ello, a la hora de la preservación digital vamos a encontrar puntos comunes con su hermana la preservación analógica, pero también características propias derivadas de su naturaleza:
- Se trata de una serie de actividades encaminadas a un mismo fin, y no solo de técnicas aisladas, es decir, no vale de nada conservar un fichero si no se garantiza que luego se pueda acceder a él para utilizarlo. Por ello, hay que llevar a cabo tareas que comprenden –además de los procedimientos técnicos– la planificación y la gestión de los recursos
- Su finalidad es la futura utilización de los documentos. La garantía del futuro uso del recurso digital representa un reto mayor que solamente mantener la cadena de bits.
- Se pretende preservar la información en vez del documento físico: “La preservación a largo plazo implica la provisión de acceso indefinido a los documentos o, como mínimo, al contenido de éstos",[14] aunque numerosos expertos recomiendan que se mantenga también la cadena de bits original.[cita requerida]
- Voluntad de mantenimiento a largo plazo, mediante nuevas operaciones de tratamiento si éstas fueran necesarias en el futuro. Un informe sobre las necesidades de preservación digital en el Reino Unido define "largo plazo" aplicado a documentos digitales como un periodo de más de veinte años.[15]

## Amenazas a la integridad de los documentos digitales
Los valores esenciales a preservar en un documento electrónico son la fiabilidad, la autenticidad, la integridad, la identidad de las personas que han creado o trabajado en el mismo y la capacidad de uso y acceso para los humanos.
La volatilidad y virtualidad de la información digital y su dependencia de programas y máquinas informáticas para el acceso y la decodificación hacen que estos valores puedan alterarse por una serie de problemas reales o potenciales:

### Laobsolescenciatecnológica
Debido a la rápida evolución tecnológica los recursos digitales pueden quedar "huérfanos", es decir, inutilizables por falta de todos o alguno de los elementos informáticos – hardware, software o soportes físicos - de su entorno original. Este concepto no significa que dichos elementos hayan dejado de funcionar, sino que ya no se puede acceder a ellos e interpretarlos o hacerlos funcionar. Un claro ejemplo lo constituye la desaparición de los disquetes de tres pulgadas y media. En la actualidad ningún fabricante de ordenadores proporciona de serie un dispositivo capaz de leer y de escribir en dichos discos; y aunque aún es posible solicitar una disquetera externa a algunos fabricantes, es un artículo difícil de encontrar, y cada vez lo será más. Por ello, se hace necesario la migración de los datos a otros soportes tecnológicos actuales. El papel de un profesional de la Preservación Digital consiste asimismo en prevenir que se den situaciones de obsolescencia, velando por que los nuevos documentos se generen en un formato que garantice la mayor compatibilidad en el tiempo posible.

### La degradación de los soportes
La "fragilidad" o inestabilidad del soporte, debida tanto a factores internos como a factores externos, pueden conducir, tarde o temprano, a la pérdida de la información grabada en él. Los factores internos se asocian a la propia composición de los materiales de los soportes ópticos o magnéticos. Estos soportes envejecen y se deterioran, perdiéndose información o produciéndose errores de lectura. Entre los factores externos que pueden afectar a la degradación de los soportes, destacar las fluctuaciones elevadas de temperatura y de humedad. Para ayudar a comprender como puede llegar a perjudicar a la esperanza de vida de los soportes ópticos y magnéticos, se adjunta la siguiente tabla que refleja la degradación del soporte como consecuencia del incremento de temperatura y de humedad relativa:
| Soporte / Hum. rel. | 25 h. r. | 30 h. r. | 40 h. r. | 50 h. r. | 50 h. r. |
| Soporte / Temp.     | 10 °C    | 15 °C    | 20 °C    | 25 °C    | 28 °C    |
| ------------------- | -------- | -------- | -------- | -------- | -------- |
| DLT cinta magnética | 75 años  | 40 años  | 15 años  | 3 años   | 1 año    |
| CD / DVD            | 75 años  | 40 años  | 20 años  | 10 años  | 2 años   |
| CD-ROM              | 30 años  | 15 años  | 3 años   | 9 meses  | 3 meses  |

Además, la IFLA proporciona unas recomendaciones generales y particulares para facilitar la conservación y el manejo de los diferentes soportes para su conservación, que se muestran en la siguiente tabla simplificada:
| Generales         | - Evitar tocar la superficie, y emplear guantes sin pelusa si fuera necesario - Almacenar en áreas limpias sin polvo, humo ni elementos magnéticos - Guardar el soporte en posición vertical, empleando cajas especiales para ello |
| Discos ópticos    | - Limpiar suavemente desde el centro hacia los bordes del disco - Limpiar con pistola de aire o en su defecto, con un papel de tisú no abrasivo - Siempre emplear marcadores suaves de punta de fieltro sin disolventes            |
| Cintas magnéticas | - Rebobinar las cintas siempre después de cada uso - Avanzar y rebobinar las cintas periódicamente - Girar las cintas anualmente                                                                                                   |

### Datos fácilmente alterados o destruidos
Debido a errores humanos, al mal funcionamiento de los sistemas o a acciones mal intencionadas, los datos pueden ser eliminados o falseados. Además, también existe el riesgo de que la información se pierda debido a la falta de control de las versiones de un recurso.

### Las barreras de acceso
Las protecciones con clave, cifrado, dispositivos de seguridad o vías de acceso altamente codificadas pueden impedir el acceso permanente de manera más restrictiva que la prevista originariamente.

### Autorizaciones legales
Puede resultar imposible negociar las autorizaciones legales necesarias para llevar a cabo la preservación.

### Tiempo y conocimientos
Puede que no se disponga del tiempo o de los conocimientos necesarios para responder a los cambios súbitos y fundamentales de la tecnología. 

### Desconocimiento de los conocimientos o recursos
Quienes asuman la responsabilidad de preservación pueden no disponer de los conocimientos o recursos adecuados.

### Pérdida de información contextual
La pérdida de información contextual puede provocar que los objetos digitales resulten incomprensibles o poco dignos de confianza aunque sean accesibles.

### Mala identificación
Los objetos digitales pueden estar bien protegidos pero tan mal identificados y descritos que los usuarios no podrán encontrarlos.

### No reconocimiento de aspectos esenciales
Es posible que no puedan reconocerse ciertos aspectos esenciales de la funcionalidad, como el formateo de documentos o las reglas de funcionamiento de las bases de datos, lo que puede llevar a descartar o dañar objetos durante el proceso de preservación.

## Políticas de preservación digital
Aún existiendo capacidad técnica y voluntad, no es realista preservar absolutamente todo. Los recursos son limitados y obligan a las instituciones a establecer políticas de preservación bien definidas económicamente y que determinen una colección formada por los datos cuyo interés social e intelectual sea mayor, en función de las necesidades y recursos de la institución, de los intereses de sus usuarios y de aspectos físicos e intelectuales.
Para ello, cabe plantearse una serie de principios:
- Decidir qué conservar. En primer lugar, es necesario tener en cuenta la obligación legal, y después consideraciones como el valor intrínseco del material, si el material se ajusta a la política de selección, si otra institución ha asumido ya la responsabilidad, su estado físico, el uso actual y potencial, la relación coste-efectidad del tratamiento, etc. En general se prioriza en este orden: 1. Documentos nacidos digitales. 2. Documentos digitalizados sin versión analógica. 3. Documentos digitalizados con versión analógica.

- Colaborar con los productores para influir en las normas que aplican y sensibilizarlos a las necesidades de la preservación
- Derechos: los programas de preservación deben precisar su derecho legal a reunir, copiar, denominar, modificar, preservar y proporcionar acceso a los objetos digitales de los que son responsables.
- Control: los elementos del patrimonio digital deben transferirse a un lugar seguro donde puedan ser preservados, lo que supone su control, protección y gestión, deben identificarse y describirse de manera específica utilizando metadatos adecuados.
- Autenticidad y protección de datos: la solución para asegurar la autenticidad o la garantía o veracidad del contenido y de la integridad de sus datos, que se encuentren completos y que no han sufrido corrupción o alteración alguna no autorizada ni documentada es la creación y certificación de depósitos digitales fiables, mantenimiento de equipos de grabación, de almacenamiento y lectura en buenas condiciones, la adecuada formación del personal, la protección de la infraestructura y los recursos, las copias de seguridad, el control de versiones , mecanismos para detectar y documentar alteraciones y sobre todo las técnicas de descripción y seguimiento mediante metadatos.
- Mantenimiento de la accesibilidad: el objetivo es mantener la capacidad de acceso a la información digital cada vez que sea necesario, tanto a corto como a largo plazo y depende en gran medida de los cambios tecnológicos.
- Gestión: la preservación digital integra la evaluación y la gestión de riesgos.
- Responsabilidad: ante la dificultad de la labor, es muy importante seleccionar a profesionales con los conocimientos y aptitudes adecuados, que asuman claramente su responsabilidad y que puedan responder de forma ágil y eficiente a los nuevos retos que surgirán.[19]
- Trabajar en equipo: supone acceso a una mayor variedad de conocimientos especializados, costos de desarrollo compartidos compartir formación, aumento de materiales preservados, mejora de planificación, atracción de recursos y otras ayudas, influencia compartida en los acuerdos con los productores, investigación y desarrollo de normas y prácticas

Para garantizar el éxito de los esfuerzos de la preservación digital se requerirá un nivel más elevado de implicación institucional que suele matizarse en los dos conceptos siguientes:
- La viabilidad institucional: la transición requerirá la capacidad técnica, económica y material para asumir las nuevas competencias.
- La sostenibilidad económica: La capacidad de sostener el nivel de apoyo necesario-sobre todo el económico-en el futuro.

Actualmente los factores institucionales, no los tecnológicos, se consideran el principal obstáculo para el avance de la preservación digital.[cita requerida]

## Estrategias de preservación digital
La preservación de un fondo tradicional se diseñaba sobre la base de conservar el material lo más inalterado posible. Por el contrario los documentos digitales deben ser modificados y transformados continuamente para que continúen siendo accesibles e inteligibles: Se trata de preservación por alteración, a través de métodos como los que se detallan a continuación:

### Refresco
Es la transferencia de los datos de un soporte a otro nuevo para reducir el riesgo de la pérdida de datos debida a la degradación lógica por el uso y el paso del tiempo. Se efectúa sin producir cambio alguno en el software o el formato, es decir, no es una solución contra la obsolescencia tecnológica, ya que el continente se renueva sin alterar el contenido, aunque en ocasiones el refresco coincide con un cambio generacional del soporte, como cuando se pasa información de cintas o discos originales a modelos actuales. La frecuencia con la que se realiza el refresco varía según la política institucional y el tipo de soporte, pero siempre debería realizarse dentro del plazo recomendado por el fabricante.

### Metadatos
Se pueden crear los metadatos durante la producción de los documentos o simplemente crear unos básicos con la posibilidad de ampliarlos. Existen dos tipos de metadatos:
- Descriptores de objetos (permiten su recuperación)
- De conservación (describen como acceder a los datos) con dos tipos de información necesaria:
  - De contenido: detalles sobre como representar el formato del documento (estos metadatos de representación cambian y se actualizan).
  - Descriptiva: incluye identificadores y detalles bibliográficos, propietarios, historia, validación de formatos y nexo con demás formatos.

### Preservación de la tecnología
Consiste en el mantenimiento de la máquina con la que fueron creados los documentos, incluyendo software, hardware, etc. No es una solución válida ya que con el paso del tiempo este mantenimiento se verá dificultado por la falta de recambios y avances tecnológicos que harán que dicho ordenador quede obsoleto.

### Migración
Es la estrategia más utilizada hoy en día. Este método consiste en convertir los documentos almacenados a nuevos formatos con el fin de no perder la información que contienen. Mediante este proceso se mantienen las características esenciales de los datos, aunque se pueden producir pequeños cambios que con el paso del tiempo y la acumulación de migraciones pueden verse amplificados. Por eso, se convierte en un proceso poco fiable si se utilizaron componentes muy específicos de software, lo que conlleva una incompatibilidad entre sistemas.
La migración también puede utilizarse en la extensión o formato de los documentos, por ejemplo, trasladar un documento en formato Microsoft Word 95 a uno Microsoft Word 97/2000/XP, para aumentar su funcionalidad.
Existen diferentes variedades de migración:
- Migración sobre la demanda: se trata de separar el código binario de su entorno y soporte original en el momento en el que se deposite el recurso. Junto con esta cadena de bits, se guardan los metadatos técnicos que especifican cómo debe migrarse a otros entornos. De ese modo el centro evita tener que realizar migraciones periódicas de toda la colección para poder concentrar los esfuerzos y recursos en los documentos con una demanda constatada. Aunque mediante este método se ahorran los esfuerzos de las migraciones periódicas, al mismo tiempo se requiere mayor dedicación en la presentación y la actualización de los metadatos técnicos que han de ser modificados paralelamente a la evolución de la tecnología (Cedars guide to digital preservation..., 2002).
- Migración a un formato estándar: se refiere a la migración del documento original a un formato neutral o estandarizado, con una mayor duración prevista. Por ejemplo, muchos centros pasan los documentos textuales de diferentes formatos a XML, PDF u otros formatos abiertos. Por esta razón y por contar, como consecuencia, con un mayor número de usuarios, se prevé que estos formatos tendrán una vida más larga que un formato propietario.
En una medida parecida, algunos depósitos solo admiten determinados formatos. De esta manera, los depósitos pueden centrar sus esfuerzos y recursos en la gestión del fondo digital en vez de desperdigarlos en procesar unos formatos minoritarios. Algunas instituciones incentivan o incluso obligan a los autores a utilizar formatos estándares para la creación de documentos. En cambio, otras asumen la responsabilidad de convertir el fichero a un formato estandarizado en el momento de ingresar el documento.
- Migración sucesiva o conversión en serie: mediante esta técnica (conocida en inglés como serial conversion y también retrocompatibilidad) se actualizan los documentos con cada cambio incremental del software, sea necesario o no la operación interna. Es obvio que cuando se introducen nuevas versiones de software es justamente cuando existe mayor motivo por parte de los fabricantes para facilitar la conversión. De esta manera, se corre el riesgo de perder la oportunidad cuando el formato esté a punto de desaparecer y existan menos facilidades para realizar la migración.

La migración tiene varios inconvenientes, entre los más importantes destacan los siguientes:
- No se puede evitar la alteración del documento original. Esta alteración puede afectar a la estructura, al contenido, a la apariencia y a la funcionalidad en mayor o menor grado. Por la inevitabilidad de algunas alteraciones, los procesos seguidos durante la migración han de ser documentados mediante los metadatos técnicos, igual que cualquier efecto que hayan producido en el documento. De este modo los futuros usuarios sabrán qué diferencias existen entre el documento original y la versión recuperada.
- No es muy adecuado para los objetos digitales que contienen una variedad de formatos, ya que cada uno de éstos necesitará recibir un tratamiento diferente, lo que hace muy difícil la automatización del proceso. Actualmente la catalogación tradicional no capta con exactitud la presencia de los diferentes elementos incorporados en el documento, lo que dificulta aún más la migración de cada formato en el momento oportuno.

Se enumeran a continuación las principales ventajas de la migración:
- Es una operación muy experimentada.
- No se requieren conocimientos técnicos muy especializados.
- Se puede automatizar una parte de los procesos.
- La tendencia hacia la estandarización de software y formatos facilitará la migración.
- Convierte el documento a un formato compatible con sistemas actuales.

### Emulación
La emulación permite simular el comportamiento del software original con el que se crearon los documentos digitales, de forma que puedan ejecutarse y utilizarse pudiendo prescindir del programa de origen. Los partidarios de la emulación creen que esta estrategia ofrece la mejor solución para preservar recursos digitales más complejos, ya que es la única que garantiza la recuperación del documento original sin las inevitables alteraciones que ocurren en la migración. Jeff Rothenberg, el principal defensor de esta estrategia, argumentaba que la emulación era la única manera capaz –al menos en teoría– de garantizar la conservación de los datos junto con sus elementos esenciales, en lo que se refiere tanto a su apariencia como a su funcionalidad "de manera coherente, automática y homologable para diferentes tipos de documentos" El problema es que este proceso requiere el mantenimiento de una cantidad de información considerable - emulador, sistema operativo, aplicación y datos - y por otro lado conservar los emuladores de cada software no tiene sentido, ya que también se quedarían obsoletos. Además, diferencia de la migración, la emulación no está tan experimentada y requiere unos conocimientos informáticos muy avanzados.

### Replicado (copia de seguridad)
Basado en la realización de duplicados de los datos almacenados. Esta técnica no puede trasladarse a un largo periodo de tiempo, ya que, suele utilizarse en pérdidas de datos debidas a fallos en la computadora, ya sea por causas técnicas o ajenas (como virus), o fallos en el hardware. Suele utilizarse en centros de procesamiento de datos o en situaciones domésticas para evitar la pérdida de estos datos importantes. Lo que se olvida es que los métodos de almacenamiento también quedan obsoletos, por lo que debe realizarse un rejuvenecimiento y una transferencia a nuevos medios.

### Arqueología digital
La arqueología digital es una técnica que recupera informaciones dañadas, con pérdidas o demasiado antiguas, a causa de un mal trato de los datos (refiriéndose a conservación, etc).

### Museos informáticos
Almacenamiento de software y hardware antiguos en instituciones permanentes de estudio de la historia de informática.

### Preservación en línea
Algunos expertos proponen esta opción frente al almacenamiento de la información en soportes físicos por el coste de los dispositivos de almacenamiento en línea, bastante menor, y por la utilización de formatos como el HTML y el XML, que se prevén más duraderos que los formatos de programas de propiedad, y además se actualizan sobre la marcha de manera natural. Sus inconvenientes serían que no se elimina la necesidad de realizar migraciones, solo se aplaza, y tampoco se evita el riesgo de destrucción física de un archivo almacenado en un único servidor.

### Combinación de estrategias
Comúnmente, pueden ser necesarias varias estrategias para abarcar toda la variedad de objetos y características que se deben preservar. Además, los programas de preservación deben considerar asimismo las posibles ventajas de la redundancia y aplicar más de un tipo de actuación, ya que una sola estrategia, aunque esté bien planificada, puede fallar y dejar el documento inservible. Así, por ejemplo, es conveniente considerar que un documento puede contener tanto texto como imágenes, objetos multimedia, etc. y ocuparse de los problemas de obsolescencia de cada elemento por separado, sin olvidarse, por otro lado, del deterioro de los soportes.

## Implementación
Los documentos o imágenes digitales están formados por un conjunto de píxeles distribuidos en un número predefinido de filas y de columnas. Los archivos se transforman en mapas de bits mediante dispositivos electrónicos como escáneres o cámaras. En la transformación se adquiere una cierta resolución y posteriormente los datos se encapsulan en un formato de almacenamiento. Todo esto hace que haya ciertos aspectos a tener en cuenta cuando ejecutamos un sistema de preservación digital.

### Conversión
Los programas de digitalización capturan y presentan el formato digitalizado de todo el contenido del archivo transformado, de forma que quede concatenado en un solo documento o en una pequeña colección. Para determinar cuales son las partes importantes del documento se suele comparar la imagen o imágenes digitales con la original teniendo en cuenta la calidad, resolución con la que se transformó el documento, etc. Todo esto para determinar cual será la mejor forma de realizar la conversión, de la información que tenemos en soporte papel a digital, para su almacenamiento

### Calidad
Para garantizar que los datos digitales tienen la máxima similitud, sobre todo en rasgos importantes, con el documento original es imprescindible llevar un buen control de la calidad, para minimizar los errores (que podrían acumularse por diversas transformaciones sucesivas). No existe ninguna norma que estandarice este control de la calidad, ya que cada documento, requiere un trato distinto fundamentado en sus características más básicas.

### Tramitación de la colección
La permanencia a lo largo del tiempo de una colección digital no solo depende de factores de calidad o de conversión, sino también de una buena gestión, por lo que se refiere, al almacenamiento acorado de los documentos o datos escaneados, mediante organización (ya sea por tamaño, nombre, etc.), nominación adecuada y una buena descripción de los datos. Para hacer una buena tramitación es preciso identificar cada uno de los archivos como único dentro del conjunto, acompañándolo de una buena descripción y si es preciso, por el uso de metadatos.

### Organización
Previamente a la nominación y descripción de los documentos es necesario definir como van a ser almacenados. El método más habitual es organizar los datos tal y como lo haría la misma computadora, por lo que se tiene que tener en cuenta el avance tecnológico para evitar incompatibilidades entre máquinas, asegurando que la colección pueda preservarse y asimismo, crecer.

### Caracterización
Los ordenadores no son capaces de relacionar documentos por su contenido, es decir, no son capaces de identificar que rasgos son comunes entre dos o más archivos. Hay dos modos de caracterizar o identificar las imágenes:
- Utilizando una numeración predeterminada que quede en memoria.
- Utilizando los nombres completos de los documentos.

Para establecer la identificación de los documentos se adopta uno de los criterios, teniendo en cuenta que el elegido deberá utilizarse a lo largo de toda la colección sin posibilidad de cambio.

### Detalle
Para llevar a cabo la descripción de cada documento es necesario el uso de los metadatos para facilitar la tramitación de la colección y el uso de los datos que esta contiene. Hay proyectos actuales que distinguen hasta tres categorías o tipos de metadatos:
- Descriptivos para descripción e identificación de las fuentes de información.
- Estructurados para la navegación y presentación.
- Administrativos para la tramitación y el proceso.

Según el proyecto o colección que llevemos a cabo utilizaremos un tipo de metadatos u otro.

## Modelo de referencia OAIS
Open Archival Information System (OAIS) nació de la preocupación de la National Aeronautics and Space Administration (NASA), por la conservación y custodia de sus datos, al ser consciente de que errores en la custodia habían ocasionado la pérdida de datos originales.
Fue desarrollado originalmente por la NASA con la ayuda de otras agencias aeroespaciales ante la preocupación por la conservación de sus archivos digitales. En enero de 2002 se publica como estándar del Consultative Committee for Space Data Systems CCSDS 650.0-B-1 y, finalmente, al año siguiente el modelo terminó convirtiéndose en la norma internacional ISO 14721:2003 Open Archival Information System (OAIS), actualmente existe una norma revisada y actualizada, la ISO 14721:2012
El modelo de referencia OAIS persigue una doble finalidad, conservar la información y facilitar a la comunidad el acceso futuro a la misma. Esta doble finalidad responde al hecho de que los soportes en los que se almacena la información digital tienen una vida muy corta y la información debe sobrevivir migrando a otros soportes o a otros entornos de software para que el acceso a la misma sea posible
La preocupación por la preservación digital mostrada por las agencias aeroespaciales nacionales -ajenas al mundo de las bibliotecas- nace de las cantidades ingentes de imágenes y otra información digital generadas por los satélites y gestionadas por ellas para asegurar su recuperación y usabilidad en el futuro. Según la página web de la NASA, el telescopio espacial Hubble diariamente archiva entre 3 y 5 GB de datos y difunde entre 10 y 15 GB a astrónomos de todo el mundo. Esta web ofrece acceso libre a algunas de las imágenes más espectaculares captadas y que aportan vistas de la Tierra y de otros rincones del universo.

## Aspectos legales de la preservación

### Derechos de propiedad intelectual afectados
- Derechos morales. Corresponden al autor de una obra y se concretan en decidir su divulgación, de qué forma y si se hace bajo su nombre, seudónimo, o de manera anónima; reconocimiento de su autoría; respeto a la integridad de la obra, frente a deformación o alteración que pueda perjudicarle; modificarla, respetando derechos de terceros y lo establecido para bienes de interés cultural; retirada del comercio, previa indemnización a los titulares de derechos de explotación; acceso al ejemplar único o raro de la obra, si está en manos de otro, garantizando así su divulgación.
- Derechos de explotación. Corresponden también al autor, requieren su autorización y son la reproducción (fijación de la obra o de una parte, sobre cualquier soporte que sirva para comunicar y obtener copias), distribución (puesta a disposición del público de los ejemplares de una obra mediante venta, alquiler, préstamo o cualquier otra forma), comunicación pública (se produce cuando un conjunto de personas accede a la obra a través de una representación escénica, proyección, emisión radiofónica o vía satélite) y transformación (traducción, adaptación o modificación, de la que resulte una obra diferente). La duración de estos derechos es de 70 años después de la muerte del autor, transcurridos los cuales la obra pasa a dominio público, pudiendo ser utilizada por cualquiera, con finalidades comerciales o no, siempre que se respeten los derechos morales de reconocimiento de autoría y de integridad de la obra.
Los derechos de explotación o derechos económicos pueden ser cedidos, pagando o de manera gratuita, y habitualmente lo son, a través de los contratos de edición. Equivalen al copyright, derecho característico de la tradición anglosajona.
- Derechos afines. Se reconocen a intérpretes, ejecutantes, productores audiovisuales y de fonogramas, entes radiofónicos y autores de fotos, sin valor artístico, sobre la reproducción y comunicación de sus obras. Derecho sui géneris, se reconoce al fabricante de una base de datos no original, sobre la prestación (inversión, esfuerzo, etc.) que ha realizado y por el que puede impedir: la extracción y/o reutilización de todo o de parte importante del contenido; la extracción y/o reutilización continuada de una parte no fundamental, cuando cause perjuicio a los intereses legítimos del fabricante y sea contraria a una explotación normal.

### Actividades de preservación vs. derechos
- Copias/reproducción. La obtención de copias es una actividad frecuente relacionada con la preservación y que se opone al derecho de explotación, que exige el consentimiento del autor para reproducir el original.
- Migración/modificación e integridad. La migración de sistemas y programas trae consigo la transformación del documento a un nuevo formato. Se produce una modificación del original que entra en conflicto con el derecho moral reconocido al autor y que le confiere en exclusiva la modificación de la obra. También puede afectar a la integridad de la misma, por la pérdida de determinados datos.
- Accesibilidad remota/Distribución y comunicación pública. La puesta a disposición del público de determinados contenidos, por ejemplo, a través de una web, se contrapone al derecho reconocido al autor sobre la distribución y comunicación pública de su obra. Si además el acceso se ve limitado por contraseñas o cifrados, se interfiere también en el control que sobre su propia obra se garantiza al autor de la misma.

### Límites a los derechos
La Ley de Propiedad Intelectual de España  permite: la reproducción sin necesidad de autorización de una obra publicada, para uso temporal, sin compensación económica y dentro de una actividad tecnológica y para uso privado, sin ánimo lucrativo, a cambio de compensación económica a la entidad de gestión de derechos de autor que corresponda. La reproducción, distribución y comunicación pública para uso de personas con discapacidad y sin fin lucrativo y en procedimientos judiciales, administrativos o parlamentarios por motivos de seguridad pública; de pequeños fragmentos de una obra, salvo libros de texto o manuales universitarios, en tareas de enseñanza; de trabajos sobre temas de actualidad, en medios de comunicación social, indicando fuente y autor y respetando sus derechos; de las situadas en espacios públicos. También permite las recopilaciones periódicas, cuando el autor no se haya opuesto expresamente y sin fines lucrativos; la utilización de fragmentos, a modo de cita o reseña, en actividades docentes o de investigación, señalando el autor y la fuente; el uso de bases de datos, a las que se acceda de forma legal; la ejecución de obras en actos oficiales y ceremonias religiosas, sin autorización del autor, cuando tengan carácter gratuito y el artista no perciba remuneración a cambio; la parodia.
Por lo que respecta concretamente a la preservación, la ley dice en su artículo 37 que se permite la reproducción de obras, sin ánimo lucrativo y con fines exclusivos de investigación o conservación, por parte de bibliotecas, museos, fonotecas, filmotecas o archivos públicos o que pertenezcan a entidades culturales o científicas. Al mismo tiempo se permite, sin necesidad de consentimiento del autor, la comunicación y puesta a disposición pública de obras, con fines de investigación, por parte de los establecimientos citados antes, además de por centros integrantes del sistema educativo español, mediante red interna y a través de terminales localizados en dichos establecimientos.

### Iniciativas favorables a la preservación
- Acceso abierto (Open Access). Iniciativa que persigue el acceso libre y sin obstáculos a la información científica, a través de internet y que apuesta por el archivo de los contenidos en depósitos o repositorios digitales, a cargo de instituciones (universidades u otros organismos productores), donde además del acceso se asegura su conservación y preservación.
- Creative Commons. Son licencias que permiten el uso legal de una obra, garantizando la autoría. Se clasifican en cuatro tipos, combinables entre sí:
  - Reconocimiento (abreviado «By») del autor;
  - No Comercial («NC»), se permite cualquier uso, salvo la explotación comercial;
  - Sin obra derivada (ND, por non derivative), prohíbe la modificación o reutilización de parte de la obra, para la creación de otra;
  - Compartir igual («SA», por same as), obliga a publicar bajo la misma licencia, cualquier obra derivada.
- Copyleft. Licencias que en contraposición al copyright, permiten la modificación y distribución de una obra, pero siempre respetando aquellos derechos que el autor no quiera ceder. Favorece el trabajo en colaboración.

### Protección de las medidas tecnológicas
La adaptación de las legislaciones de los derechos de autor al contexto digital ha venido acompañada de la inclusión de la protección de las medidas tecnológicas, incorporadas en una obra, para proteger estos derechos, y también de la información referente a la gestión de los derechos de autor.
Este punto puede llegar a representar un grave riesgo de cara a la preservación, ya que si no se pueden utilizar legalmente mecanismos para suprimir las medidas tecnológicas de protección, será imposible, a largo plazo, acceder a muchas obras porque habrán desaparecido los códigos de paso de la protección o del organismo o el mecanismo de autorización, o simplemente por la imposibilidad de hacer una copia de refresco debido a que ésta saldrá con una degradación sustancial respecto al original a causa de las medidas de protección integradas.
El otro punto que se debe considerar es que los derechos de explotación son temporales y cuando la obra pase a dominio público debe poder ser utilizada sin obstáculos. Si las medidas de protección no se pueden suprimir en el momento en el que obra pasa a dominio público, se puede decir que este artículo de la legislación referente al dominio público ha quedado, en buena parte, liquidado en lo que respecta a la producción digital.
De igual modo, quedan seriamente reducidos los límites y las excepciones permitidas en el contexto impreso, tales como las reproducciones para uso privado, para uso de discapacitados, y para investigación o conservación en determinadas instituciones; con la ironía de estar pagando cánones sobre soportes que después las medidas tecnológicas de protección de los derechos no dejan utilizar para las actividades en concepto de las cuales se aplican estos cánones.

## Desarrollo de un programa de preservación
El fin de la preservación es la conservación de los registros en soporte electrónico. Es necesario la elaboración de un plan con sus fases y técnicas de conservación y preservación que se adapte a las necesidades y posibilidades de los responsables de la preservación. 
El objetivo de un proyecto ideal de preservación de documentos digitales abarca la aplicación universal a todo tipo de documentos y medios digitales capaz de facilitar la gestión de documentos mediante la utilización de etiquetas manteniendo la funcionalidad, el formato y funcionamiento del documento original.
La existencia de documentos de contenidos y características diversas hacen necesaria la utilización de diferentes estrategias. Para Kenneth Thibodeun, director del programa Archivos electrónicos de Estados Unidos, ante la obsolescencia de los programas para leer ficheros, el progreso de la tecnología y la degradación del medio, las opciones para la conservación de los documentos digitales son:
- La conservación de la tecnología original para crear documentos
- La reproducción original en nuevas plataformas
- Cambios de programas intermedios para recuperar y transferir documentos y la conversión para actualizarlos

La estrategia de la preservación viene dada por diferentes aspectos como la legalidad, la economía y los requisitos de uso.
Los tipos de estratégicas en el programa de preservación son:
- Estrategias a corto plazo:

1. Conservar el entorno tecnológico: museos informáticos y arqueología de la información
2. Migración
3. Renovación del soporte: refreshing

- Estrategias a medio y largo plazo

1. Migración
2. Emulación

- Estrategias alternativas o enfoques no digitales:

1. Impresión en papel
2. Sistema híbrido: Combinación de digitalización y microfilmación
3. Conservación de los contenidos de la red

### Propuesta de un plan de preservación combinando para ello varias estrategias
Stewart Granger presenta el siguiente planteamiento de plan de preservación:
Tiempo 0
Se toman medidas concretas que aunque sean pequeñas preservan y protegen el flujo de datos de nuestros documentos digitales.
Si se parte que tenemos una institución con documentos en Word (versión 6) almacenados en disquetes de 5 1/4 ya obsoletos el primer paso será el cambio de soporte a otro más actual mediante la migración.
Tiempo 1
Los discos 5 1/4 han sido sustituidos por disquetes de 3 1/2 que empiezan a deteriorarse con el tiempo.
Las máquinas lectoras se encuentran en buenas condiciones y como estrategia básica se recomienda la preservación tecnológica ya que permite visualizar los documentos digitales en su equipo original y mediante su programa original.
La institución debe optar por actualizar el soporte, renovar los discos y conservar los parámetros de humedad y temperatura 20 °C, variación de temperatura 1 °C y humedad relativa 40 %.
Tiempo 2
En el momento que los disquetes 3 1/2 caen en desuso la institución inicia la migración del medio y realiza la transferencia de material digital desde el soporte obsoleto al CD-Rom o DVD.
La lectura de los documentos en Word 6 tendrán que migrarse a un nuevo formato, para ello la mayoría de la plantilla debería estar conforme en realizarla y previamente realizarán una selección de documentos que establezca los que merecen la pena conservar valorando su estado de conservación, accesibilidad y su valor intelectual.
Se elige el formato para almacenar los datos, la mayoría se eligen en formato TIFF (formato de fichero de imagen con etiquetas) por ser un formato muy utilizado o PDF si se trata de textos.
Tiempo 3
Los cambios tan radicales que empiezan a experimentar las aplicaciones y los sistemas operativos son una amenaza para el acceso a la información de los documentos en formato Word 6 entonces la institución realiza las siguientes actividades:
- Imprime los documentos que contienen únicamente texto y que son de suma importancia para la organización.
- Genera un emulador capaz de mantener las aplicaciones originales del documento digital y soluciona la obsolescencia informática.
- Migra los datos de los documentos mayoritariamente consultados al formato más actual del procesador de textos.
- Guarda la información en medios y soportes de iguales características atendiendo a estrategias consensuadas de forma internacional.
- Asocia el mayor número de metadatos posibles a cada documento.

Tiempo 4
Es la fase en la que la institución documenta las incidencias y la toma de decisión adoptadas durante las diferentes fases del programa mediante la memoria. En ella se documentan principalmente:
- Manual de procedimientos con las actividades de preservación llevadas a cabo, la responsabilidades sobre los mismos y cómo se deben ejecutar según la estructura:
  - Objeto: descripción a qué afecta.
  - Alcance: ámbito de aplicación.
  - Definición: conceptos y terminología específica de la actividad.
  - Documentación de referencia: documentos que tienen relación con el documento descrito, formatos y normas de actividad.
  - Descripción: cómo se realizan las actividades para cumplir los objetivos y las responsabilidades para cada actividad.
  - Anexos: registros, formularios, gráficos y formatos de preservación.

- Instrucciones técnicas: son documentos que describen cada proceso de trabajo.

## Trustworthy Digital Repositories
Los repositorios digitales de confianza (en inglés: Trustworthy Digital Repositories) son aquellos que tienen la misión de proporcionar información fiable a largo plazo. Pueden adoptar diferentes formas: algunas instituciones pueden optar por construir repositorios locales, o bien gestionar los aspectos intelectuales y lógicos de un repositorio y contratar a un tercero para su almacenamiento y mantenimiento. Independientemente de su infraestructura en general, sin embargo, con el fin de satisfacer las expectativas todos los repositorios digitales de confianza deben:
- Aceptar la responsabilidad del mantenimiento a largo plazo de los recursos digitales en nombre de sus depositarios y en beneficio de sus usuarios, presentes o futuros
- Tener un sistema organizativo que apoyara la viabilidad a largo plazo del repositorio institucional y de la información digital alojada en ella.
- Demostrar responsabilidad y sostenibilidad económica.
- Diseñar su sistema de acuerdo con los estándares y convenciones más comúnmente aceptados con el fin de asegurar el mantenimiento continuo, el acceso y la seguridad de los objetos digitales almacenados en ellos.
- Establecer metodologías de evaluación de los sistemas que satisfagan las demandas de fiabilidad de la comunidad.
- Desarrollar políticas, prácticas y actuaciones que puedan ser medidas y auditadas.

### Iniciativas y proyectos
- PREMIS working group (OCLC):
- PADI Preserving Access to Digital Information:
- ERPANET:
- The Library of Congress. Digital Preservation:
- Digital Preservation Coalition:
- La preservación digital y las universidades:
- UK national preservation initiatives:
- Digital library federation:
- National Digital Preservation Initiatives:
- CEDARS Curl exemplars in Digital Archives:
- DELOS Network of Excellence on Digital Libraries:
- Fundación Copyleft:
- Open Preservation Platform:
- Open Preservation Foundation:
- Colección digital UANL:  Archivado el 26 de agosto de 2009 en Wayback Machine.
- FP7 Project DURAFILE Archivado el 22 de febrero de 2016 en Wayback Machine.

- Datos: Q632897
- Multimedia: Digital preservation / Q632897